# Indo
Un Indo est un métis d'ascendance indonésiano-européenne ou, dans un sens plus étroit, un individu de cette ascendance qui a émigré vers d'autres pays et qui se reconnaît dans une culture qui s'est construite à l'époque coloniale des Indes orientales néerlandaises (l'actuelle Indonésie),. Aux Pays-Bas, ils sont appelés Indische Nederlanders et dans les pays anglophones, Dutch Indonesians, Indo-Europeans, Indo-Dutch ou Dutch-Indos,,.

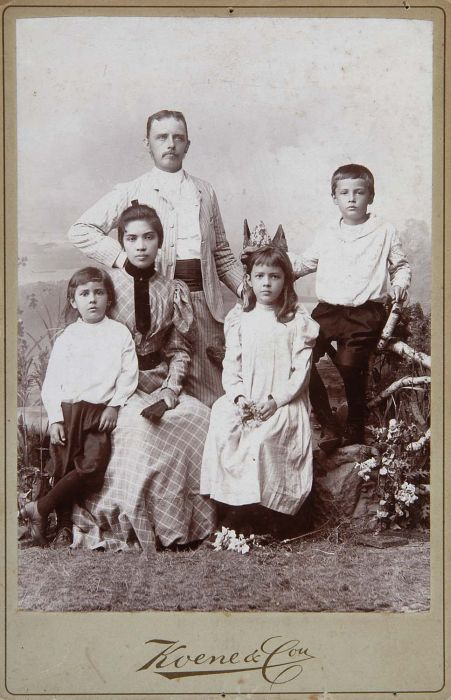
Portrait en studio d'une famille indo entre 1890 et 1910. Tropenmuseum.
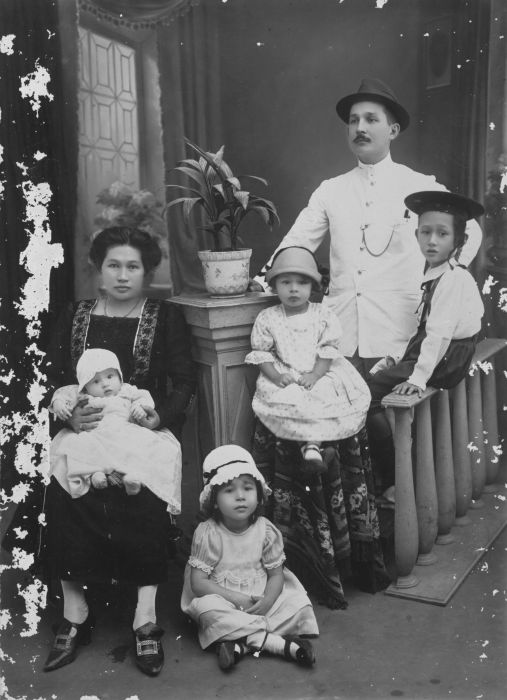
Portrait studio de la famille Engelenburg-Banjoewangi en 1919. Tropenmuseum.
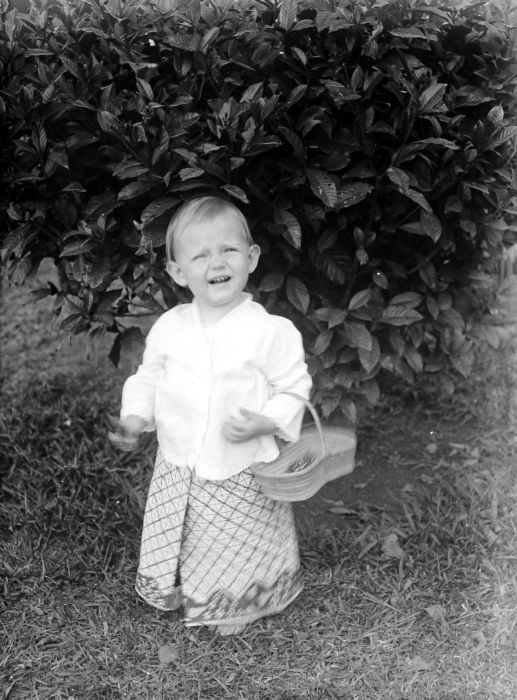
Enfant européen avec un sarong et une Kebaya. Entre 1919 et 1931. Tropenmuseum.
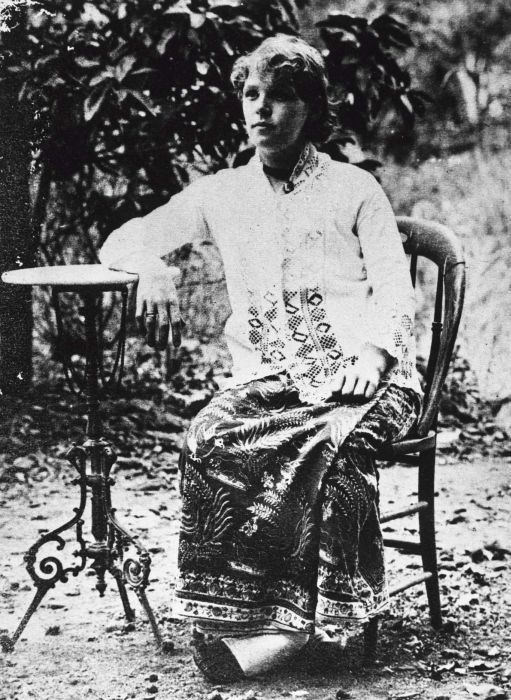
Mme Mertens en sarong et kebaya à Java. Avant 1888. Tropenmuseum.
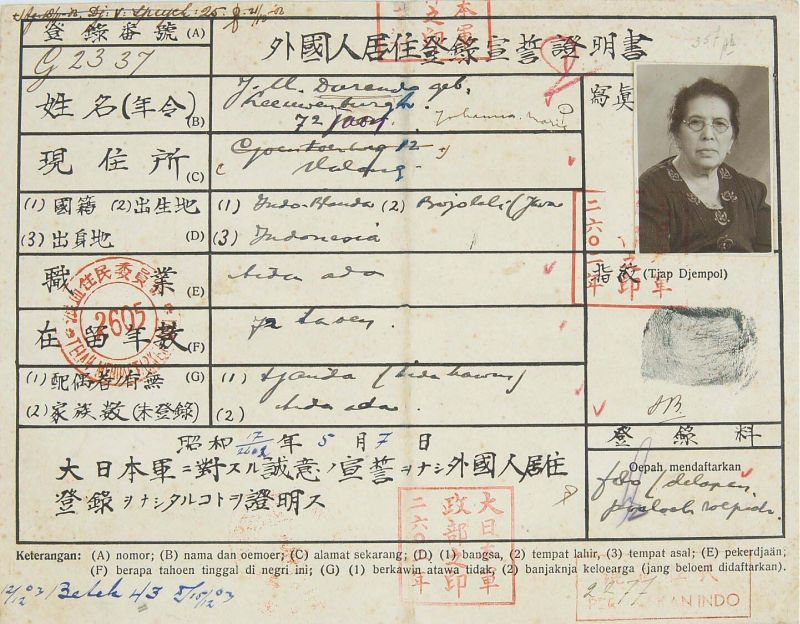
Carte d'identité avec inscriptions en japonais et indonésien de Johanna Maria Durand, née Leeuwenburgh et résidant à Malang. Tropenmuseum

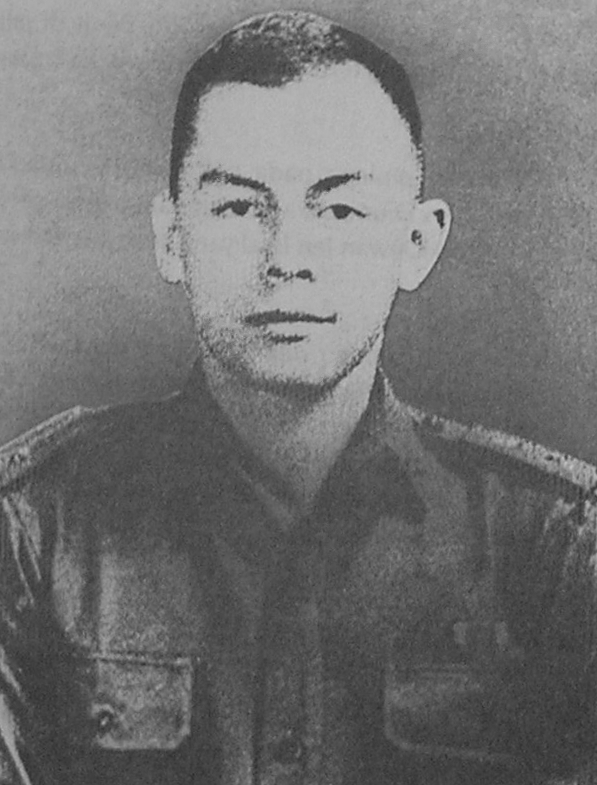
Pierre Tendean, capitaine de l'armée indonésienne mort en 1965 lors du Mouvement du 30 septembre. Il est reconnu héros national d'Indonésie.
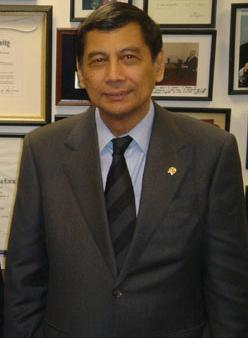
Juwono Sudarsono
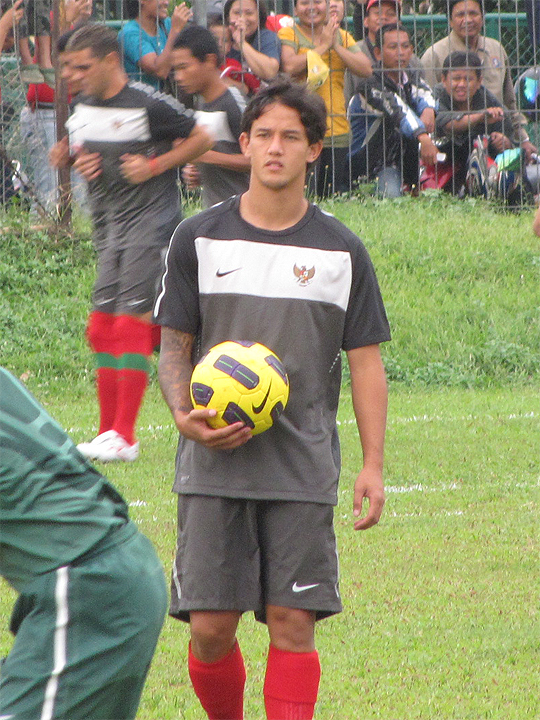
Irfan Bachdim